# Сами Хиями
Сами Хиями (араб. سامي خيامي) — сирийский дипломат, бывший посол Сирии в Лондоне.

## Биография
Родился 28 августа 1948 года в Дамаске. Окончил университет Клода Бернара в Лионе, Франция. Знает арабский, английский, французский и немецкий языки.

## Проблемы
Сами Хиями был приглашён на свадьбу принца Уильяма и Кейт Миддлтон, которая проходила 29 апреля 2011 года. Однако 28 апреля приглашение было отозвано из-за жесткого подавления внутренних протестов в Сирии.